# 三角錐山瀑布
三角錐山瀑布位於花蓮縣秀林鄉砂卡礑溪右岸支流，三角錐山東北東方山麓。瀑布標高約990公尺至490公尺，為多階連瀑，總落差約500公尺。瀑布主要有四段較大的落差，其中以直瀉而下130公尺的第三段落差最為壯觀。於攀登清水大山的步道朝三角錐山方向可看見山麓上的瀑布分層跌宕而下。

## 解
1. ↑  根據《臺灣通用電子地圖【NLSC】》、《農航所（正射影像圖）》對照。